# Lemele
Lemele (52° 27′ N, 6° 25′ L) é uma cidade dos Países Baixos, na província de Overijssel. Lemele pertence ao município de Ommen, e está situada a 20 km, a noroeste de Almelo.
Em 2001, a cidade de Lemele tinha 405 habitantes. A área urbana da cidade é de 0.13 km², e tem 150 residências. 
A área de Lemele, que também inclui as partes periféricas da cidade, bem como a zona rural circundante, tem uma população estimada em 1370 habitantes.